# Wu Xiuquan
Wu Xiuquan, (chinois : 伍修权 ; pinyin : wǔ xiūquán ; Wade : Wu Hsiu-ch'uan) né le 6 mars 1908 et décédé le 9 novembre 1997, est un révolutionnaire ayant fait partie du parti communiste chinois.

## Biographie
Il étudie ensuite à l'Université Sun Yat-sen de Moscou où il aura des camarades tels que Deng Xiaoping ou Ulanhu.